# 山梨法律短期大学
山梨法律短期大学（やまなしほうりつたんきだいがく）は、山梨県甲府市高畑町220-1において1950年に設置計画のあった日本の私立短期大学である。

## 概要
- 山梨県甲府市[注釈 1]において設置される予定のあった日本の私立短期大学で、その計画元は山梨法律学校[注 1]。
- 1949年10月 文部省[注釈 2]に短期大学の設置認可に関する申請を行う[注 2]。
- しかし、開学には至らず、その後も再申請されることもなく終わった[注 3]。

## 学科
- 法律学科 入学定員400名